# Hippias Minor (Plato)
De Hippias Minor (kleine Hippias) is een van de vroege dialogen van Plato. Een precieze datering van het werk is onzeker. Ondanks aanvankelijke twijfels (vanwege de inhoud en de aan Socrates toegeschreven opvatting dat bewust verkeerd handelen beter is dan onbewust staat de authenticiteit van de Hippias Minor tegenwoordig nauwelijks meer ter discussie, vooral vanwege Aristoteles' verwijzing naar het in de Hippias gebruikte argument.

## Deelnemers aan het gesprek
Hippias van Elis: een in geheel  Griekenland bekende sofist, die zich extreem zelfverzekerd als allesweter en -kunner voordoet; Eudikos, zijn gastheer te Athene, en Socrates.

## Inhoud
Gespreksthema is de interpretatie van de karakters Achilles en Odysseus in Homerus' werk. Volgens Hippias is Achilles niet alleen de dapperste persoon, maar ook een eerlijk man, en Odysseus juist een bij uitstek geslepen type. Socrates betwist dit aan de hand van citaten waarin Achilles liegt. Dit bestrijdt Hippias weer door te zeggen dat Achilles liegt zonder dat er opzet in het spel is, daar waar Odysseus opzettelijk liegt.
Daarmee wordt de discussie verlegd naar de vraag: is het beter om bewust of onbewust verkeerd te handelen? Volgens Socrates is bewust altijd beter (dat wil zeggen hij die weet wat hij doet is altijd hoger aan te slaan), volgens Hippias is onbewust beter. Hippias vindt het schandalig, dat zij die opzettelijk verkeerd handelen beter zouden zijn dan zij die het onopzettelijk doen, maar hij kan Socrates' these in de discussie die ze hierover voeren niet weerleggen. Socrates vindt de conclusie zelf ook wel bizar, maar aan vreemde conclusies is hij, als niet-weter, wel gewend. Maar dat zelfs een wijze als Hippias hem hierin niet kan helpen, dat is toch wel verontrustend.